# Kazuyoshi Hoshino
Kazuyoshi Hoshino (japanisch 星野 一義, Hoshino Kazuyoshi; * 1. Juli 1947 in Shizuoka) ist ein ehemaliger japanischer Motorrad- und Automobilrennfahrer.

## Karriere
Hoshinos außergewöhnliche fahrerische Leistung auf einem Bridgestone-bereiften privaten Tyrrell 007 beim Großen Preis von Japan 1976 machte ihn zum japanischen Spitzenfahrer der 1970er- und 1980er-Jahre. Viele japanische Fachjournalisten glauben, er sei der bis heute beste japanische Fahrer überhaupt gewesen. Das Rennen musste er nur deswegen vorzeitig aufgeben, weil er keine Regenreifen zum Wechseln mehr hatte.
1968 gewann er für Kawasaki die japanische Moto-Cross-Meisterschaft in den Klassen 90- und 125 cm³.

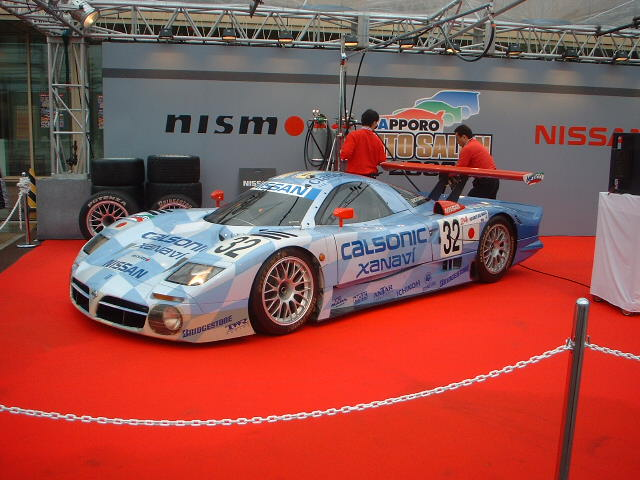
Nissan R390 GT1, Einsatzwagen von Hoshino in Le Mans 1998

Hoshinos war ab 1969 Werksfahrer bei Datsun und später bei Nissan und blieb dies bis zum Ende seiner Karriere. Vier Mal gewann er die Gesamtwertung der japanischen Formel-2. bzw. Formel-3000-Meisterschaft. 1983 fuhr er außerdem für James Grisham Racing ein Rennen in der Formel-2-Europameisterschaft; hier erzielte er mit dem vierten Platz bei den Donington 50.000 drei Meisterschaftspunkte. 1993, schon im Alter von 46 Jahren, sicherte er sich auf einem Lola die Formel-3000-Meisterschaft zum dritten Mal. Seine letzte Monoposto-Saison fuhr er 1996 in der Formel Nippon, die er als Dritter der Gesamtwertung beendete.
Als Nissan-Werksfahrer feierte er eine Fülle an Siegen und Titeln in Japan und war auch bei den großen Langstreckenrennen erfolgreich. 1992 gewann er die 24 Stunden von Daytona gemeinsam mit Masahiro Hasemi und Toshio Suzuki. 1998 wurde er mit Aguri Suzuki und Masahiko Kageyama auf einem Nissan R390 GT1 Dritter beim 24-Stunden-Rennen von Le Mans.
1994 wurde er Meister in der japanischen GT-Meisterschaft, sein zweiter Titel nach 1990, und bestritt Rennen in dieser Serie bis Anfang der 2000er-Jahre, ehe er ein eigenes Formel-Nippon-Team gründete.
Sein ältester Sohn ist der Rennfahrer Kazuki Hoshino.

## Statistik

### Statistik in der Automobil-Weltmeisterschaft

#### Gesamtübersicht
| Saison | Team         | Chassis      | Motor                    | Rennen | Siege | Zweiter | Dritter | Poles | schn. Runden | Punkte | WM-Pos. |
| ------ | ------------ | ------------ | ------------------------ | ------ | ----- | ------- | ------- | ----- | ------------ | ------ | ------- |
| 1976   | Heros Racing | Tyrrell 007  | Ford Cosworth DFV 3.0 V8 | 1      | –     | –       | –       | –     | –            | –      | NC      |
| 1977   | Heros Racing | Kojima KE007 | Ford Cosworth DFV 3.0 V8 | 1      | –     | –       | –       | –     | –            | –      | NC      |

#### Einzelergebnisse
| Saison | 1 | 2 | 3 | 4 | 5 | 6 | 7 | 8 | 9 | 10 | 11 | 12 | 13 | 14 | 15  | 16 | 17 |
| ------ | - | - | - | - | - | - | - | - | - | -- | -- | -- | -- | -- | --- | -- | -- |
| 1976   |   |   |   |   |   |   |   |   |   |    |    |    |    |    |     |    |    |
|        |   |   |   |   |   |   |   |   |   |    |    |    |    |    | DNF |    |    |
| 1977   |   |   |   |   |   |   |   |   |   |    |    |    |    |    |     |    |    |
|        |   |   |   |   |   |   |   |   |   |    |    |    |    |    |     | 11 |    |

| Legende  | Legende            | Legende                                                          |
| Farbe    | Abkürzung          | Bedeutung                                                        |
| -------- | ------------------ | ---------------------------------------------------------------- |
| Gold     | –                  | Sieg                                                             |
| Silber   | –                  | 2. Platz                                                         |
| Bronze   | –                  | 3. Platz                                                         |
| Grün     | –                  | Platzierung in den Punkten                                       |
| Blau     | –                  | Klassifiziert außerhalb der Punkteränge                          |
| Violett  | DNF                | Rennen nicht beendet (did not finish)                            |
| Violett  | NC                 | nicht klassifiziert (not classified)                             |
| Rot      | DNQ                | nicht qualifiziert (did not qualify)                             |
| Rot      | DNPQ               | in Vorqualifikation gescheitert (did not pre-qualify)            |
| Schwarz  | DSQ                | disqualifiziert (disqualified)                                   |
| Weiß     | DNS                | nicht am Start (did not start)                                   |
| Weiß     | WD                 | zurückgezogen (withdrawn)                                        |
| Hellblau | PO                 | nur am Training teilgenommen (practiced only)                    |
| Hellblau | TD                 | Freitags-Testfahrer (test driver)                                |
| ohne     | DNP                | nicht am Training teilgenommen (did not practice)                |
| ohne     | INJ                | verletzt oder krank (injured)                                    |
| ohne     | EX                 | ausgeschlossen (excluded)                                        |
| ohne     | DNA                | nicht erschienen (did not arrive)                                |
| ohne     | C                  | Rennen abgesagt (cancelled)                                      |
| ohne     | keine WM-Teilnahme |                                                                  |
| sonstige | P/fett             | Pole-Position                                                    |
| sonstige | 1/2/3/4/5/6/7/8    | Punktplatzierung im Sprint-/Qualifikationsrennen                 |
| sonstige | SR/kursiv          | Schnellste Rennrunde                                             |
| sonstige | *                  | nicht im Ziel, aufgrund der zurückgelegten Distanz aber gewertet |
| sonstige | ()                 | Streichresultate                                                 |
| sonstige | unterstrichen      | Führender in der Gesamtwertung                                   |

### Le-Mans-Ergebnisse
| Jahr | Team                            | Fahrzeug               | Teamkollege       | Teamkollege     | Platzierung | Ausfallgrund    |
| ---- | ------------------------------- | ---------------------- | ----------------- | --------------- | ----------- | --------------- |
| 1986 | Nissan Motorsport               | Nissan R86V            | Keiji Matsumoto   | Aguri Suzuki    | Ausfall     | Getriebeschaden |
| 1987 | Nissan Motorsport               | Nissan R87E            | Keiji Matsumoto   | Kenji Takahashi | Ausfall     | Motorschaden    |
| 1988 | Nissan Motorsport               | Nissan R88C            | Takao Wada        | Aguri Suzuki    | Ausfall     | Motorschaden    |
| 1989 | Nissan Motorsport               | Nissan R89C            | Masahiro Hasemi   | Toshio Suzuki   | Ausfall     | Motorschaden    |
| 1990 | Nissan Motorsport International | Nissan R90CP           | Masahiro Hasemi   | Toshio Suzuki   | Rang 5      |                 |
| 1995 | NISMO                           | Nissan Skyline GT-R LM | Masahiko Kageyama | Toshio Suzuki   | Ausfall     | Getriebeschaden |
| 1996 | NISMO                           | Nissan Skyline GT-R LM | Masahiro Hasemi   | Toshio Suzuki   | Rang 15     |                 |
| 1997 | Nissan Motorsport               | Nissan R390 GT1        | Masahiko Kageyama | Érik Comas      | Rang 12     |                 |
| 1998 | Nissan Motorsport               | Nissan R390 GT1        | Masahiko Kageyama | Aguri Suzuki    | Rang 3      |                 |

### Einzelergebnisse in der Sportwagen-Weltmeisterschaft
| Saison | Team                             | Rennwagen              | 1   | 2   | 3   | 4   | 5   | 6   | 7   | 8   | 9   | 10  | 11  |
| ------ | -------------------------------- | ---------------------- | --- | --- | --- | --- | --- | --- | --- | --- | --- | --- | --- |
| 1983   | Hoshino Racing                   | March 83G              | MON | SIL | NÜR | LEM | SPA | FUJ | KYA |     |     |     |     |
| 1983   | Hoshino Racing                   | March 83G              |     |     | 7   |     |     |     |     |     |     |     |     |
| 1984   | Hoshino Racing                   | March 83G              | MON | SIL | LEM | NÜR | BRH | MOS | SPA | IMO | FUJ | KYA | SAN |
| 1984   | Hoshino Racing                   | March 83G              |     |     |     |     |     | DNF |     |     |     |     |     |
| 1985   | Hoshino Racing                   | March 85G              | MUG | MON | SIL | LEM | HOK | MOS | SPA | BRH | FUJ | SEL |     |
| 1985   | Hoshino Racing                   | March 85G              |     |     |     |     |     | 1   |     |     |     |     |     |
| 1986   | Nissan Motorsport Hoshino Racing | Nissan R86V            | MON | SIL | LEM | NÜN | BRH | JER | NÜR | SPA | FUJ |     |     |
| 1986   | Nissan Motorsport Hoshino Racing | Nissan R86V            |     |     | DNF |     |     |     |     |     | 10  |     |     |
| 1987   | Nissan Motorsport                | Nissan R87E            | JAR | JER | MON | SIL | LEM | NÜN | BRH | NÜR | SPA | FUJ |     |
| 1987   | Nissan Motorsport                | Nissan R87E            |     |     |     |     | DNF |     |     |     |     | 16  |     |
| 1988   | Nissan Motorsport                | March R88C Nissan R88C | JER | JAR | MON | SIL | LEM | BRÜ | BRH | NÜR | SPA | FUJ | SAN |
| 1988   | Nissan Motorsport                | March R88C Nissan R88C |     |     |     |     | DNF |     |     |     |     | 9   |     |
| 1989   | Nissan Motorsport                | Nissan R88C            | SUZ | DIJ | JAR | BRH | NÜR | DON | SPA | MEX |     |     |     |
| 1989   | Nissan Motorsport                | Nissan R88C            | 4   |     |     |     |     |     |     |     |     |     |     |
| 1990   | Nissan Motorsport                | Nissan R90CP           | SUZ | MON | SIL | SPA | DIJ | NÜR | DON | MOT | MEX |     |     |
| 1990   | Nissan Motorsport                | Nissan R90CP           | DNF |     |     |     |     |     |     |     |     |     |     |